# Bathynanus tenuicostatus
Bathynanus tenuicostatus är en armfotingsart som beskrevs av Foster 1974. Bathynanus tenuicostatus ingår i släktet Bathynanus och familjen Chlidonophoridae. Inga underarter finns listade i Catalogue of Life.